# Estudiantes de Himeyuri

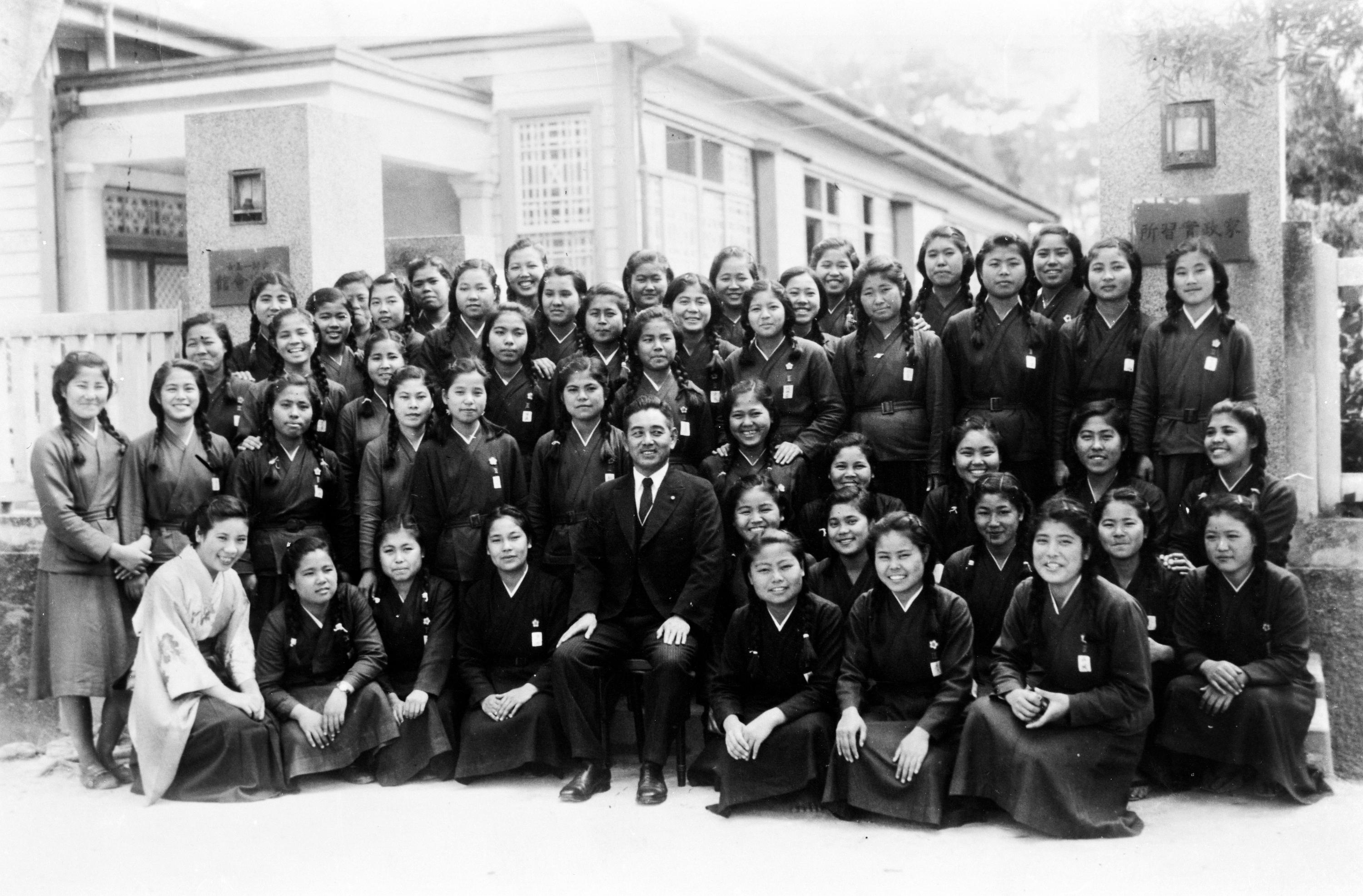
Estudiantes de Himeyuri antes de su movilización.

Los estudiantes de Himeyuri (ひめゆり学徒隊 Himeyuri Gakutotai, Cuerpo de Estudiantes Princesas Lirio), a veces llamado "Cuerpos Lirio", eran un grupo de 222 estudiantes y 18 docentes del Instituto Secundario para mujeres Okinawa Daiichi y de la Escuela para mujeres Okinawa Shihan que formaron una unidad de enfermeras para el Ejército Imperial Japonés durante la Batalla de Okinawa en 1945. Fueron movilizadas por el Ejército Imperial Japonés el 23 de marzo de 1945. Muchos de los estudiantes de Himeyuri pensaron que el Ejército Imperial Japonés derrotaría a los estadounidenses en cuestión de días y, en consecuencia, llevaron material escolar para estudiar y prepararse para volver al aula. Solo un pequeño número de estudiantes de Himeyuri sobrevivieron al final de la guerra.

## Historia
A las estudiantes de Himeyuri se les informó falsamente que trabajarían en hospitales de la Cruz Roja lejos del frente, siendo en realidad destacados a primera línea donde llevaban a cabo cirugías toscas y amputaciones, enterraban a los muertos, acarreaban municiones y pertrechos a los soldados, además de efectuar otras tareas peligrosas bajo fuego continuo durante la batalla de casi 3 meses de duración. Cerca del final de la batalla de Okinawa, aquellos que seguían con vida padecían de enfermedades y desnutrición en cuevas oscuras llenas de innumerables soldados, civiles y compañeros de clase gravemente heridos o muertos.

### Disolución de la unidad

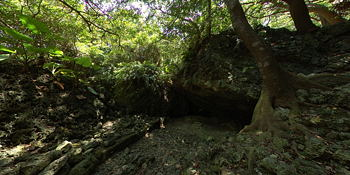
La entranda de una cueva en donde varios estudiantes de Himeyuri murieron el 19 de junio de 1945.

Hasta que se dio la orden de disolución, solo 19 de los estudiantes habían muerto. El 18 de junio de 1945, se dio la orden de disolver la unidad. Simplemente se les dijo que "vuelvan a sus hogares" en medio de la guerra total, pero a primera hora de la mañana del 19 de junio murieron cinco maestros y 46 estudiantes durante un ataque de las fuerzas estadounidenses con proyectiles de fósforo blanco al tercer refugio de cirugía de Ihara. En la semana siguiente a la orden de disolución, aproximadamente el 80% de las jóvenes y sus maestras perecieron en la isla de Okinawa. Los 136 estudiantes de Himeyuri que servían en el Hospital de campaña del Ejército en Haebaru murieron. Finalmente, el número de muertos ascendió a 211 de las 222 estudiantes originales y 16 maestras. Algunas se suicidaron de diversas maneras debido a los temores de violación sistemática por parte de los soldados estadounidenses. Antes del final de la batalla, algunas saltaron desde los acantilados de Arasaki, ingerieron cianuro (que previamente habían administrado a los soldados moribundos), mientras que otras se mataron con granadas de mano que les dieron los soldados japoneses.

### Monumento de Himeyuri

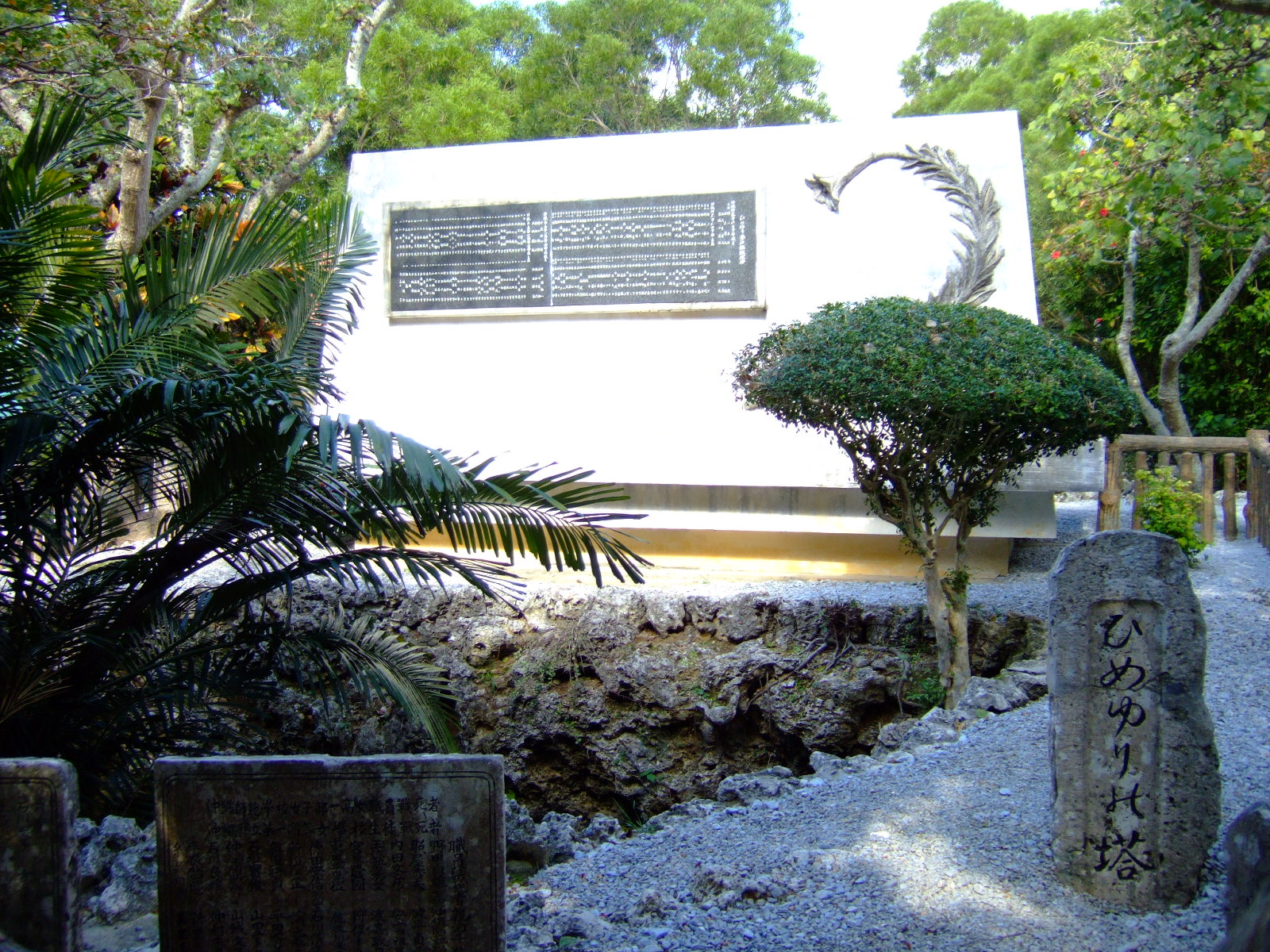
Monumento de Himeyuri en Itoman, Okinawa.

El Monumento de Himeyuri fue construido el 7 de abril de 1946 en memoria de las que murieron. Muchas de las que sobrevivieron ayudaron a construir y continúan manteniendo las instalaciones. A partir de 2008, todavía hay estudiantes de Himeyuri vivas.

### Museo de la paz de Himeyuri
El Museo de la Paz de Himeyuri se inspiró en el edificio principal de la escuela en el que las niñas habían estudiado. El museo tiene cinco salones de exhibición que muestran fotos de la víspera de la Batalla de Okinawa, el Hospital de Campaña del Ejército de Haebaru, retratos de todas las jóvenes víctimas que murieron después de la retirada de los militares al extremo sur de la península de Kyan, paneles que explican las circunstancias bajo las cuales murieron, veintiocho volúmenes de testimonios y memorias de 90 supervivientes, y un diorama de tamaño natural de la cueva de Himeyuri. Los testimonios dan vida a cada fase de la batalla, como lo demuestran las enfermeras estudiantes. Algunas de las exenfermeras sirven como guías turísticos en el museo.